# 准伊和淖尔
准伊和淖尔也作东伊和淖尔，是一个位于中国内蒙古自治区锡林郭勒盟东乌珠穆沁旗嘎海乐苏木境内的盐湖，湖面海拔820米，面积2.6平方千米，平均水深0.3米。属于蒙新高原区。它的一级流域为内流区诸河，二级流域为内蒙古内流区。伊和淖尔在蒙古语中的意思是“大湖”。
在2021年东乌旗人民政府公布的主要河湖管理范围中，准伊和淖尔管理范围面积14.18平方千米，划界长度为18.91千米。在同年公布的三级河湖长名单中，准伊和淖尔（诺尔）苏木镇级湖长为嘎海乐苏木党委书记，嘎查级湖长为阿尔善宝力格嘎查党支部书记、嘎查长。